# سويلم المنهالي
سويلم عبد الله المنهالي مواليد 17 أبريل 2004، هو لاعب كرة قدم سعودي يلعب حالياً لنادي الاتحاد كمدافع.